# John Hooper
John Hooper (1495-1555) engleski vjerski reformator, studirao na Ofordu. Kad je Henrik VIII. došao na vlast, te dekretom (šest člana vjere) uveo neke nauke katoličke crkve Hooper je pobjegao na kontinent, da bi izbjegao progonstvo. Dolaskom Edvarda VI. on se vraća u Englesku, i uzeo aktivnu ulogu u širenju reformacije. Nastojao je osloboditi Englesku crkvu od rimskih tradicija, bio je protiv nošenja svećeničkih odjela (jer je ono rimskog podrijetla), te je nastojao da se u crkve uvedu stolovi za večeru Gospodnju, umjesto rimskih oltara.
Dolaskom Marije krvave zatvoren, osuđen i spaljen na lomači kao heretik. Lišen svećeničke časti i suđen na smrt, odveden je u Gloucester, gdje je bila pripremljena lomača. Oko sedam tisuća ljuid skupiloi se da bi prisustvovali njegovom spaljivanju. mnogi su i plakali, prije nego što je odveden na lomaču, kleknuo se i pomolio Bogu. U smrtnoj agoniji vikao je: "Dajte više vatre". Molio se do posljednjeg časa, izdahnuo je nakon gotovo sat vremena mučenja.
Otprilike u isto vrijeme spaljeni su i Thomas Cranmer, Nicholas Ridley, Hugh Latimer, John Philpot i John Bradford.

## Poveznice
- Engleska Crkva
- Anglikanstvo